# Arteria cerebral media

Arterias de la base del cerebro. El polo temporal del telencéfalo y una porción del hemisferio cerebelar han sido retirados en el lado derecho (mitad izquierda del diagrama). Aspecto inferior (visto desde debajo).

La arteria cerebral media es una de las arterias que irrigan el cerebro. Es rama de la arteria carótida interna (puede considerarse una continuación de esta) y su irrigación sanguínea se divide en dos porciones, una porción basal y otra cefálica.
Se conocen como arterias cerebrales (arteriae cerebri) las arterias que se distribuyen en la corteza cerebral: cerebral anterior, cerebral media y o cerebral posterior.

## Ramas

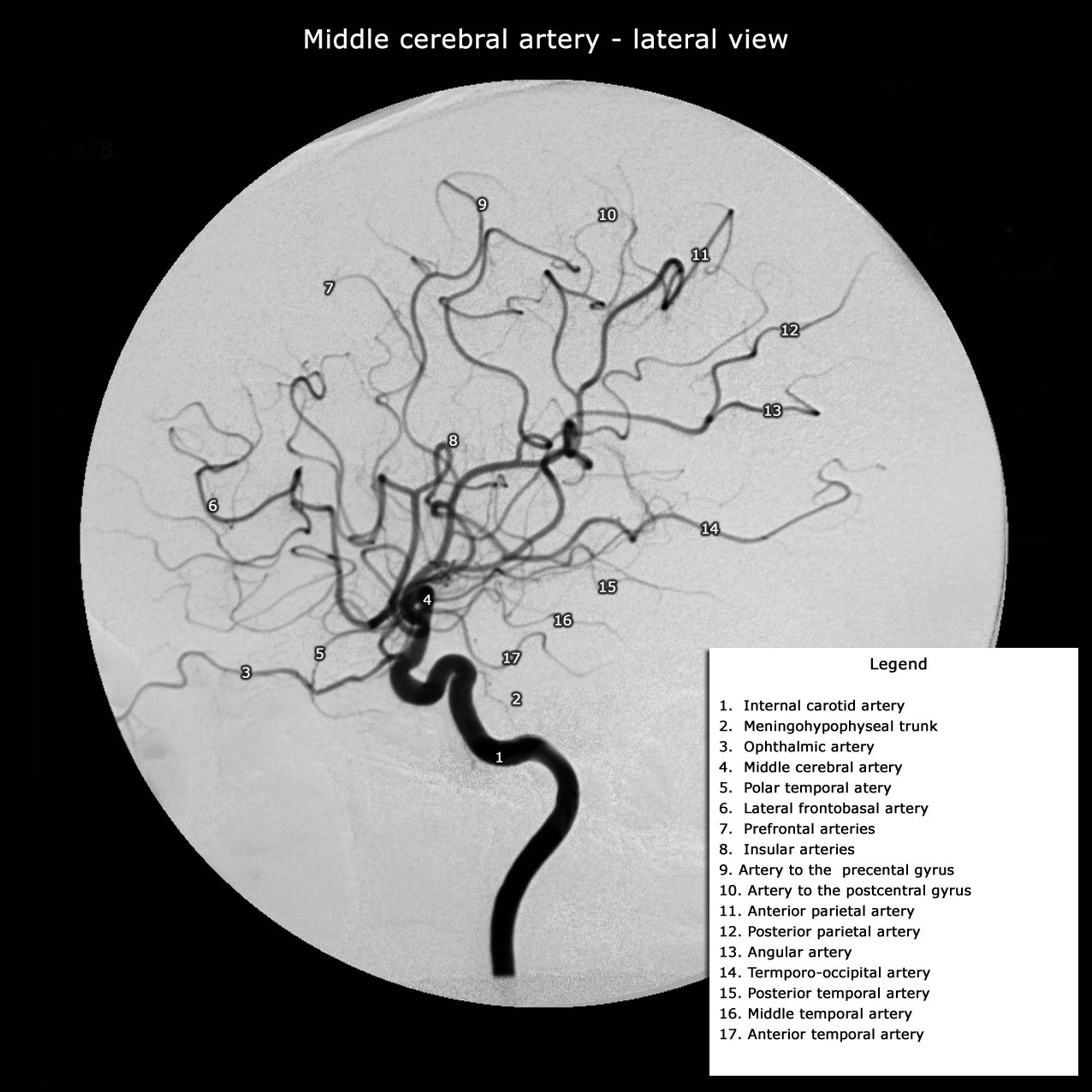
Arteriografía de la arteria cerebral media y sus ramas (vista lateral, leyenda en inglés).

Según el Diccionario enciclopédico ilustrado de medicina Dorland, 27.ª edición, presenta las siguientes ramas:
La arteria cerebral media presenta ramas corticales (orbitaria, frontales, parietales y temporales) y centrales (estriadas).
En la porción insular de la cerebral media se originan tres arterias, ninguna de las cuales presenta ramas:
- La arteria temporal anterior se distribuye hacia la corteza del lóbulo temporal anterior.[1]
- La arteria temporal posterior se distribuye hacia la corteza del lóbulo temporal posterior.[1]
- La arteria temporal media se distribuye hacia la corteza del lóbulo temporal entre las arterias anterior y posterior.[1]

Las arterias parietales anterior y posterior se originan en la porción terminal de la cerebral media, y presentan dos ramas: anterior y posterior. Se distribuyen hacia el lóbulo parietal anterior y el lóbulo temporal posterior del cerebro.
Ramas terminales:
- Arteria del surco central. No presenta ramas. Se distribuye hacia la corteza cerebral a cada lado del surco central.[1]
- Arteria del surco postcentral. No presenta ramas. Se distribuye hacia la corteza cerebral a cada lado del surco postcentral.[1]
- Arteria del surco precentral. No presenta ramas. Se distribuye hacia la corteza cerebral a cada lado del surco precentral.[1]

### Árbol completo en la Terminología Anatómica
La Terminología Anatómica presenta para la arteria cerebral media el siguiente árbol:
A12.2.07.047 Porción esfenoidal de la arteria cerebral media; porción horizontal de la arteria cerebral media; segmento M1 de la arteria cerebral media (pars sphenoidalis arteriae cerebri medii; pars horizontalis arteriae cerebri medii; segmentum M1 arteriae cerebri medii)
- A12.2.07.048 Arterias centrales anterolaterales; arterias lentículo-estriadas (arteriae centrales anterolaterales)

- A12.2.07.049 Ramas estriadas proximales laterales de la arteria central anterolateral (rami striati proximales laterales arteriae centralium anterolateralium)
- A12.2.07.050 Ramas estriadas distales laterales de la arteria central anterolateral (rami striati distales laterales arteriae centralium anterolateralium)

- A12.2.06.020 Arteria del uncus (arteria uncalis)
- A12.2.07.051 Arteria del polo temporal (arteria polaris temporalis)
- A12.2.07.052 Arteria temporal anterior (arteria temporalis anterior)

A12.2.07.053 Porción insular de la arteria cerebral media; segmento M2 de la arteria cerebral media (pars insularis arteriae cerebri medii; segmentum M2 arteriae cerebri medii)
- A12.2.07.054 Arterias insulares (arteriae insulares)

A12.2.07.055 Ramas terminales inferiores de la arteria cerebral media; ramas corticales inferiores de la arteria cerebral media; segmento M3 de la arteria cerebral media (rami terminales inferiores arteriae cerebri medii; rami corticales inferiores; segmentum M3 arteriae cerebri medii)
- A12.2.07.056 Rama temporal anterior de la arteria cerebral media (ramus temporalis anterior arteriae cerebri medii)
- A12.2.07.057 Rama temporal media de la arteria cerebral media (ramus temporalis medius arteriae cerebri medii)
- A12.2.07.058 Rama temporal posterior de la arteria cerebral media (ramus temporalis posterior arteriae cerebri medii)
- A12.2.07.059 Rama témporo-occipital de la arteria cerebral media (ramus temporooccipitalis arteriae cerebri medii)
- A12.2.07.060 Rama del giro angular de la arteria cerebral media (ramus gyri angularis arteriae cerebri medii)

A12.2.07.061 Ramas corticales superiores de la arteria cerebral media; segmento M4 de la arteria cerebral media (rami terminales superiores arteriae cerebri medii; rami corticales superiores arteriae cerebri medii; segmentum M4 arteriae cerebri medii)
- A12.2.07.062 Arteria orbitofrontal lateral (arteria frontobasalis lateralis; arteria orbitofrontalis lateralis)
- A12.2.07.063 Arteria prefrontal (arteria prefrontalis)
- A12.2.07.064 Arteria del surco precentral (arteria sulci precentralis)
- A12.2.07.065 Arteria del surco central (arteria sulci centralis)
- A12.2.07.066 Arteria del surco postcentral (arteria sulci postcentralis)
- A12.2.07.067 Arteria parietal anterior (arteriae parietales anterior)
- A12.2.07.068 Arteria parietal posterior (arteriae parietales posterior)

## Trayecto

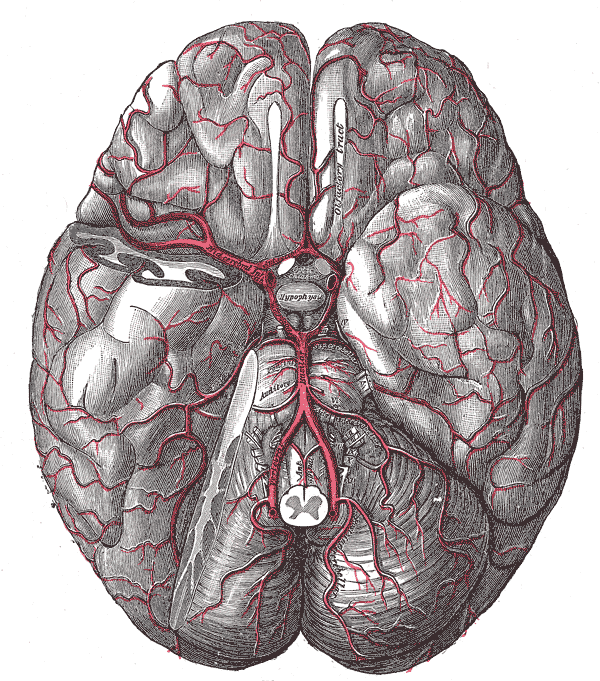
Vista inferior del cerebro mostrando las arterias principales, incluyendo la arteria cerebral media. La arteria cerebral media, también conocida como arteria silviana, se desprende de la arteria carótida interna y se introduce en la cisura de Silvio. La imagen ilustra su trayecto, incluyendo los segmentos M1, M2, M3 y M4, y las ramas que irrigan el núcleo caudado, el tálamo y gran parte de la corteza cerebral.

La arteria cerebral media se denomina arteria silviana, porque tan pronto se desprende de la arteria carótida interna, se introduce en la cisura de Silvio. Tiene dos ramas principales, una rama basilar, que va a irrigar parte del núcleo caudado y del tálamo. Una de las ramas distales de la rama basilar es la que frecuentemente causa la hemorragia cerebral de Charcot. Las ramas de la porción cortical van a irrigar gran parte de la corteza cerebral.
El trayecto de la arteria también puede dividirse en cuatro partes denominadas segmentos M1, M2, M3 y M4 respectivamente. El segmento M1 corresponde a la irrigación proximal, que va desde la bifurcación de la carótida interna. Forman parte de ella las ramas arteriales lenticuloestriadas. M2 corresponde a la región insular, donde se bifurca en tronco superior e inferior; la parte distal está formada por M3 y M4, que corresponde a ambos troncos y ramas terminales de estos.

## Distribución
Se distribuye hacia la corteza orbitaria, frontal, parietal y temporal, cuerpo estriado y cápsula interna.

## Patologías
La arteria cerebral media a menudo se obstruye causando hemiparesia (paralización de un lado del cuerpo), que puede afectar la cara, brazo y pierna, así como alteraciones sensitivas y visuales.